# Amblyodon
Amblyodon là một chi rêu thuộc họ Meesiaceae.